# Рипон (Калифорния)
Рипон — город, расположенный в округе Сан-Хоакин, Калифорния. Население 14,575 человек. (2007)

## История
Рипон, ранее известный как Станислаус-Сити, был переименован в честь одноимённого города в штате Висконсин. Экономика города в основном основана на производстве миндаля.

## География
По данным Бюро переписи населения США, город имеет общую площадь в 10,9 км², из которых 10,6 км² занимает суша и 0,3 км² вода.

## Демография
По переписи 2000 года, в городе насчитывается 10146 человек, 3368 домохозяйств, и 2680 семей, проживающих непосредственно в округе. Плотность населения равна 955,5 человек на км². Расовый состав: 84,52 % белые, 0,34 % чёрные, 0,61 % коренные американцы, 1,51 % азиаты, 8,80 % другие расы и 3,94 % две и более рас.
В городе существует 3368 домохозяйств, в которых 45,5 % семей имеют детей в возрасте до 18 лет, имеется 66,1 % супружеских пар, 9,6 % женщин проживают без мужей, а 20,4 % не имеют семьи. Средний размер семьи - 3,37 человека.
Средний доход на домохозяйство составляет $56979, а средний доход на семью - $62592. Мужчины имеют средний доход в $47377, женщины - $25389. Доход на душу населения $20978. 4,7 % семей или 6,2 % населения живут за чертой бедности, в том числе 6,2 % из них моложе 18 лет и 11,5 % - 65 лет и старше.
В городе 32,0 % населения в возрасте до 18 лет, 7,6 % - от 18 до 24 лет, 29,4 % - от 25 до 44 лет, 20,9 % - от 45 до 64 лет, и 10,1 % - 65 лет и старше. Средний возраст составляет 34 года. На каждые 100 женщин приходится 93,8 мужчин, а на каждые 100 женщин в возрасте 18 лет и старше приходится 90,4 мужчин.